# André-Joël Eboué
André-Joël Eboué (ur. 25 czerwca 1974 w Jaunde) – kameruński piłkarz, występujący na pozycji bramkarza.
W 1993 rozegrał trzy spotkania na młodzieżowych mistrzostwach świata, zakończonych przez Kamerun na fazie grupowej. W 2003 został powołany do kadry na Puchar Konfederacji, jednak na tym turnieju był rezerwowym i nie wystąpił w żadnym meczu.